# Théodote (gnostique)
Pour les articles homonymes, voir Théodote.
Théodote le Valentinien est un penseur gnostique, peut-être contemporain de Valentin le Gnostique. Il appartient à la branche orientale du valentinisme (l'autre branche, illustrée par Ptolémée le Gnostique et Héracléon, est l'école occidentale). "Théodote est un disciple immédiat de Valentin dont l'enseignement peut se situer entre 140 et 160, il se pourrait donc qu'il ait enseigné vers 160-170" (A. Vincent).

## Gnose
Célèbre est la formule : « Qui étions-nous? Que sommes-nous devenus ? Où étions-nous? Où avons-nous été jetés ? Vers quel but nous hâtons-nous ? D'où sommes-nous rachetés ? Qu'est-ce que la génération ? Et la régénération ? » (Extraits de Théodote, 78, édi. F. Sagnard p. 200-203).
L'enseignement de Théodote se rapproche de plusieurs traités gnostiques de Nag Hammadi : Traité tripartite, Exposé du mythe valentinien, Évangile selon Philippe, témoins de la branche orientale du valentinisme. Ici, le corps du Sauveur est spirituel et charnel, alors que, selon la branche orientale, son corps est à la fois spirituel et psychique. Les gnostiques admettent trois niveaux : spirituel, psychique, matériel. 

### Œuvres
- Extraits de Théodote et de l'école dite orientale au temps de Valentin (vers 170), édi. et trad. François Sagnard, Cerf, coll. "Sources chrétiennes", 1948, 278 p. Autre trad. : Steve Johnston, Fragments conservés chez Clément d'Alexandrie, apud Premiers écrits chrétiens, Gallimard, coll. "La Pléiade", 2016, p. 979-982.
- Source : Clément d'Alexandrie, Stromates et Éclogues, trad., Cerf, coll. "Sources chrétiennes".

### Études
- François Sagnard, La gnose valentinienne et le témoignage de saint Irénée, Vrin, 1947.
- André-Jean Festugière, "Notes sur les 'Extraits de Théodote' de Clément d'Alexandrie et sur les fragments de Valentin", Vigilae Christinae, vol. III, n° 4 (1949), p. 193-207.
- Paul-Jean Claude, Clément d'Alexandrie et la gnose valentinienne au IIe siècle, Thèse, Québec, 1976.
- Steve Johnston, apud Premiers écrits chrétiens, Gallimard, coll. "La Pléiade", 2016, p. 1422-1432.